# DeAndre Pinckney
DeAndre Pinckney (Miami Gardens, Florida; 29 de febrero de 2000) es un baloncestista estadounidense que pertenece a la plantilla del Hapoel Haifa B.C. de la Ligat ha'Al israelí. Con 2,03 metros de estatura, juega en la posición de ala-pívot.

## Trayectoria deportiva

### Universidad
Comenzó su andadura universitaria en el Broward College en Fort Lauderdale, Florida, donde jugó dos temporadas en las que promedió 16,8 puntos y 8,0 rebotes por partido. De ahí pasó a formar parte de los Golden Eagles de la Universidad del Sur de Misisipi, donde jugó tres temporadas más, en las que promedió 10,3 puntos y 5,7 rebotes por partido. en su última temporada fue incluido en el tercer mejor quinteto de la Sun Belt Conference.

#### Estadísticas
| Año     | Equipo        | PJ | PT | MPP  | %TC  | %3P  | %TL  | RPP | APP | ROB | TPP | PPP  |
| ------- | ------------- | -- | -- | ---- | ---- | ---- | ---- | --- | --- | --- | --- | ---- |
| 2020–21 | Southern Miss | 21 | 15 | 22.5 | .536 | .273 | .604 | 4.8 | .9  | .5  | .6  | 8.2  |
| 2021–22 | Southern Miss | 33 | 25 | 24.8 | .441 | .316 | .792 | 5.2 | .4  | .5  | .4  | 8.9  |
| 2022–23 | Southern Miss | 33 | 33 | 29.4 | .480 | .333 | .696 | 6.6 | 1.3 | 1.0 | .5  | 12.9 |
| Total   | Total         | 87 | 73 | 26.0 | .447 | .318 | .707 | 5.7 | .9  | .7  | .5  | 10.3 |

### Profesional
Tras no ser elegido en el Draft de la NBA de 2023, firmó su primer contrato profesional el 8 de agosto con los Bakken Bears de la Basketligaen danesa.